# Piper Aircraft
Пајпер еркрафт (енгл. Piper Aircraft) је америчка фабрика лаких авиона, коју су 1927. у Рочестеру (Њујорк) основала браћа Гилберт и Гордон Тејлор. Од 1972. седиште компаније је у Веро Бичу на Флориди. Од јула 2003. компанија "(енгл. American Capital Strategies, Ltd)" поседује 94% компаније Пајпер, а од августа 2006. име предузећа је „Пајпер еркрафт“ уместо „Њу Пајпер еркрафт“. Такође, истог месеца, склопљено је партнерство са Хондом под заједничким именом на тржишту „нови ХондаЈет“. Пајпер еркрафт је један од највећих америчких произвођача лаких авиона, својим производима најчешће даје имена индијанских племена. Избор имена авиона упозорава на окретност и лакоћу летења.
Тренутно фабрика производи следеће авионе:
- Пајпер PA-28 Ароу
- Пајпер PA-28-161 Чероки вориор
- Пајпер PA-34 Сенека
- Пајпер PA-44 Семинол
- Пајпер PA-46 Малибу меридијан
- Пајпер PA-46 Малибу мираж
- Пајпер PA-46 Матрикс
- Пајпер PA-47 Пајпер џет

## Историјат
Фирма Пајпер еркрафт је основана септембра 1927. у Рочестеру (Њујорк), под именом „Компанија за производњу авиона браће Тејлор“ (енгл. Taylor Brothers Aircraft Manufacturing Company). Године 1928. у авионској је несрећи погинуо један од оснивача, Гордон Тејлор, након чега се фабрика сели у Бредфорд, Пенсилванија. Локални бизнисмен и нафтни магнат Вилијам Т. Пајпер обећао је финансијску помоћ браћи Тејлор. Пресељење је извршено септембра 1929.
Крајем 1930. предузеће пада под стечај и Вилијам Т. Пајпер купује имовину компаније. Реорганизовањем фирме под именом „Компанија Тејлор Авиони“, Пајпер је преузео контролу и функцију секретара-благајника предузећа, иако је задржао Кларенса Гилберта Тејлора на месту председника. Пајпера често називају "Хенријем Фордом авијације“, јер је чврсто веровао да ће приватни авион једноставан за управљање и јефтин за производњу имеати успеха, чак и у најтежим годинама Велике депресија.
Децембра 1935, после низа сукоба, Вилијам Пајпер је откупио компанију од Г. Тејлора, који је напустио фирму и формирао нову компанију „Тејлоркрафт Авиони“ (енгл. Taylorcraft Aircraft Company). 16. марта 1937. фабрика у Бредфорду је уништена у пожару и Пајпер сели компанију у напуштени млин у Лок Хејвену, Пенсилванија. До новембра 1937, сви подаци о вези браће Тејлор са компанијом су избрисани када је фирма преименована у авион „Пајпер корпорацију“.
Производња је престала средином 1980-их година када су повећане премије за осигурања свим произвођачима лаких авиона у САД, што је довело до финансијски тешке ситуације. По доношењу закона о ограниченој одговорности у новом законодавству раних 90-их година, производња је поново почела 1995, па је фирма реструктурисана под новим именом „Њу Пајпер еркрафт“.

## Авиони
Први значајан пројекат Пајпер авиона је Пајпер J-3 каб, једномоторни висококрилац са два седишта у кабини, 65 коњских снага (48 kW). Каб је први јефтин и приступачан школски авион произведен серијски у великом броју примерака. Многи бивши војни примери су продати цивилима током послератног периоду од 1950—1995 где су нашли место у обуци пилота и рекреативном коришћењу. Моћнији авион Пајпер PA-18 супер каб је наследио Пајпер J-3 и нашао је широку употребу као одличан тегљач једрилица у аеро-клубовима.
Списак авиона фабрике Пајпер еркрафт.
| Први лет | Тип                          | Опис и намена                                                    | Производња | примерака   |
| -------- | ---------------------------- | ---------------------------------------------------------------- | ---------- | ----------- |
| 1936     | каб (енгл. )                 | Једномоторни висококрилац са кабином                             | Серијска   | 1207        |
| 1938     | каб (енгл. )                 | Једномоторни висококрилац са кабином                             | Серијска   | 19 888      |
| 1939     | каб купе (енгл. )            | Једномоторни висококрилац са кабином                             |            | 1251        |
| 1940     | каб купе (енгл. )            | Једномоторни висококрилац са кабином                             |            | 1507        |
| 1940     | (енгл. )                     | са пловцима за слетање на воду                                   |            | 1           |
| 1941     | каб (енгл. )                 | Једномоторни висококрилац са кабином                             |            | 1           |
| 1939     | (енгл. )                     | Једномоторни висококрилац са кабином, познат и као J-4RX         |            | 1           |
| 1941     | каб (енгл. )                 | Једномоторни висококрилац са кабином                             |            | 1           |
| 1944     | (енгл. )                     | Једномоторни висококрилац кабина, познат и као J-3X              |            | 1           |
| 1942     | Треинер (енгл. PT-1 Trainer)             | Два места у тандему, нискокрилац                                 |            | 1           |
| 1943     | Скајкупе (енгл. )            | Нискокрилац са два седишта, Твин-бум који је касније постао PA-7 |            | 1           |
| 1944     | каб сајкл (енгл. PWA-8 Cub Cycle)           | Једномоторни једносед са крилом на средњој висини                |            | 1           |
| 1945     | Скај Седан (енгл. PA-6 Sky Sedan)          | Нискокрилац са четири седишта и увлачећим стајним органима       |            | 2           |
| 1944     | Скајкупе (енгл. )            | Нискокрилац са два седишта, Туин-бум, PWA-1                      |            | 1           |
| 1945     | Скајкупе (енгл. )            | Једномоторни једносед са крилом на средњој висини                |            | 2           |
| 1945     | (енгл. )                     | Једномоторни висококрилац за везу и осматрање                    | пројекат   |             |
| 1946     | (енгл. )                     | Једномоторни нискокрилац са два седишта једно до другог          | пројекат   |             |
| 1947     | (енгл. )                     | Једномоторни висококрилац са кабином                             |            | 1541        |
| 1946     | (енгл. )                     | Једномоторни висококрилац са кабином                             |            | 3760        |
|          | (енгл. )                     | Ознака се не користи (несрећан број)                             |            |             |
| 1948     | (енгл. )                     | Једномоторни висококрилац са кабином                             |            | 238         |
| 1948     | (енгл. )                     | Висококрилац са два седишта једно до другог                      |            | 387         |
| 1949     | Клипер (енгл. PA-16 Clipper)              | Верзија PA-15 са четири седишта                                  |            | 736         |
| 1948     | (енгл. )                     | Верзија PA-15 са дуплим контролама                               |            | 214         |
| 1950     | PA-18 супер каб (енгл. )     | Једномоторни висококрилац са кабином                             |            | 10222       |
| 1949     | супер каб (енгл. )           | Војна варијанта PA-18                                            |            | 3           |
| 1950     | Пејсер (енгл. PA-20 Pacer)              | Редизајнирана PA-16                                              |            | 1120        |
| 1949     | (енгл. )                     | Производна верзија Бауман бригадира                              | пројекат   |             |
| 1951     | (енгл. )                     | Ажурирана верзија PA-20 са носним стајним органом                |            | 9490        |
| 1954     | Апач (енгл. )                | Двомоторни нискокрилац са кабином                                |            | 2047        |
| 1958     | Команчи (енгл. )             | Једномоторни нискокрилац са четири седишта у кабини              |            | 4717        |
| 1964     | Команчи (енгл. )             | Верзија PA-24 са јачим мотором                                   |            | 148         |
| 1959     | (енгл. )                     | Једномоторни једнокрилац за употребу у пољопривреди              |            | 5167        |
|          | (енгл. )                     | Снажнија верзија PA-24                                           | пројекат   |             |
| 1960     | Астек (енгл. PA-27 Aztec)               | Побољшана верзија PA-23                                          |            | 4929        |
| 1961     | PA-28 Чероки (енгл. )        | Једномоторни нискокрилац са кабином                              |            | 10896       |
| 1964     | Чероки (енгл. )              | Двоседа варијанта, тренажни авион                                |            | 10089       |
| 1974     | Вориор (енгл. PA-28 Warrior)              | Унапређен авион PA-28                                            |            | 4842        |
| 1964     | Чероки/Дакота (енгл. PA-28-235 Cherokee/Dakota)       | Унапређен авион PA-28                                            |            | 2913        |
| 1967     | Аров (енгл. )                | Унапређен авион PA-28                                            |            | 6694        |
| 1982     | Пилан (енгл. PA-28R-300 Pillan)               | Два седишта, тренажни авион за војну намену                      |            | 2           |
| 1956     | (енгл. )                     | Увећан PA-23                                                     | пројекат   |             |
| 1963     | Твин Команчи (енгл. )        | Двомоторни нискокрилац са кабином                                |            | 2001        |
| 1967     | Навахо(енгл. PA-31 Navajo)               | Двомоторни нискокрилац са кабином                                |            | 1785        |
| 1973     | (енгл. )                     | Издужена Навахо варијанта                                        |            | 1825        |
| 1970     | Навахо/Мохаве (енгл. PA-31P Navajo/Mojave)       | Херметички затворена кабина Навахо варијанте                     |            | 309         |
| 1974     | (енгл. )                     | Елисно-млазни погон Навахо                                       |            | 847         |
| 1966     | Чероки Сикс (енгл. PA-32 Cherokee Six)         | Чероки са шест седишта                                           |            | 4373        |
| 1976     | (енгл. )                     | Варијанта PA-32 са увлачећим стајним органима                    |            | 2721        |
| 1966     | Команчи (енгл. )             | Херметички затворена кабина Команчи варијанте                    |            | 1           |
| 1972     | Пајпер PA-34 Сенека (енгл. PA-34 Seneca) | Двомоторни нискокрилац са кабином                                |            | 4354        |
| 1968     | (енгл. )                     | Двомоторни авион под притиском за међуфрадске летове             |            | 1           |
| 1973     | (енгл. )                     | Једномоторни једнокрилац за употребу у пољопривреди              |            | 938         |
| 1960их   | (енгл. )                     | Двомоторна варијанта авиона PA-33                                | пројекат   |             |
| 1978     | PA-38 Томахавк (енгл. PA-38 Tomahawk)      | Двоседа варијанта, тренажни авион                                |            | 2519        |
| 1970     | Твин Команчи (енгл. )        | Побољшана варијанта виона PA-30                                  |            | 155         |
| 1973     | (енгл. )                     | Замена за PA-30                                                  |            | 3 израђена  |
| 1974     | (енгл. )                     | Херметички затворена кабина Астек варијанте                      |            | 1           |
| 1980     | (енгл. )                     | Двомоторна варијанта авиона са Т репом                           |            | 175         |
| 1979     | (енгл. )                     | PA-42 са клипним мотором                                         | пројекат   |             |
| 1979     | PA-44 Семинол (енгл. PA-44 Seminole)       | Двомоторни авион Еров                                            |            | 469         |
| 1970их   | (енгл. )                     | Породични авион са шест седишта и Т репом                        | пројекат   |             |
| 1984     | Малибу (енгл. PA-46 Malibu)              | Једномоторни авион са кабином под притиском и шест седишта       |            | 344         |
| 2008     | PA-47 Пајпер Џет (енгл. PA-47 Piperjet)    | Млазњак са осам седишта                                          |            | 1 прототип  |
| 1971     | Енфорсер (енгл. PA-48 Enforcer)            | Појединачна седишта против побуњеника авиона                     |            | 4 прототипа |
| 1967     | Аеростар (енгл. PA-60 Aerostar)            | Шест седишта са кабином под притиском                            |            | 1010        |

## Галерија
- Пајпер J-3 Кеб.
- Пајпер PA-12.
- Пајпер PA-18.
- Пајпер PA-28.